# Katharinenheerd
Katharinenheerd (danès Katrineherd) és un municipi de la península d'Eiderstedt al districte de Nordfriesland, dins l'Amt Eiderstedt, a l'estat alemany de Slesvig-Holstein. Allersdorf, Rumpenhof, Hemminghörn i Stolthusen es troben al terme municipal.

## Geografia
Està situada a uns 10 km a l'oest de Tönning sobre la carretera 202. Limita amb Tetenbüll al nord, Kotzenbüll i Tönning a l'est Welt al sud i Garding, Kirchspiel a l'oest.
El municipi està situat al cor del paisatge d'Eiderstedt a la costa oest de Schleswig-Holstein i s'estén entre les ciutats de Tönning i Garding. La zona central d'aquest pantà ja estava establerta al segle XII. Segle amb un aproximadament 1,5 Dic d'estiu d'un metre d'alçada i va créixer amb el temps a través de diversos dics successivament juntament amb les illes offshore de Westerheversand i Utholm fins a la seva mida actual.

### Geologia
El terme municipal es troba a la zona paisatgística d'Eiderstedter Marsch. Tanmateix, al terme municipal, un dipòsit allargat de carena de platja sorrenca domina el subsòl. L'estructura del sòl és pseudogley amb mides de gra parcialment sorrencs.